# Жур, Пётр Владимирович
Петр Владимирович Жур (1914—2002) — советский и украинский литературовед, переводчик, журналист. Автор трудов по вопросам русско-украинских литературных связей, исследователь жизни и творчества Т. Г. Шевченко. Заслуженный работник культуры РСФСР (1974).

## Биография
Родился 13 (26 октября) 1914 года в селе Гарбузин (ныне Корсунь-Шевченковский район, Черкасская область, Украина) в семье слесаря-железнодорожника. Украинец. В 1929 году окончил школу-семилетку на станции Коростень, в 1933 году окончил Киевский торфяной техникум.Работал начальником участка Мневского торфопредприятия под Черниговом. В 1935 году поступил в ЛИФЛИ. Со второго курса был мобилизован в РККА и одновременно работал журналистом. Участник советско-финской войны 1939—1940 годов, в годы Великой Отечественной войны был фронтовым репортёром газеты «Советский воин». Подполковник. Член ВКП(б) с 1940 года.
В 1946 году демобилизовался, работал редактором в ленинградском отделении ТАСС, заведующим отделом литературы «Ленинградской правды». Экстерном окончил Ленинградский университет в 1950 году. С 1955 года — ответственный секретарь, с 1958 года — заместитель главного редактора журнала «Звезда». Журналистскую работу сочетал с научно-исследовательской, изучал жизненный и творческий путь Шевченко и его окружение в Петербурге, на Украине, Приуралье, Оренбурге, на Мангышлаке. Многочисленные научные исследования и документальные книги. Член Петербургского украинского общества.
Приобщился к созданию Мемориальной мастерской-музея Тараса Шевченко в Академии художеств.
Умер 17 сентября 2002 года в Киеве. Похоронен рядом с женой в селе Вишенки Бориспольского района Киевской области.

## Творчество
Писал:
- о пребывании Шевченко в Петербурге — «Шевченковский Петербург», 1964,
- о путешествиях Украиной — «Третья встреча», 1970,
- «Первое лето», 1979,
- «Дума про Огонь» — 1985,
- о пребывании Шевченко в Киеве — в книге «Шевченковский Киев» — 1991.
- итогом многолетней научной работы стало издание «Труды и дни Кобзаря» — 1996.

В последние дни жизни завершил новую книгу «Шевченковский Корсунь», изданную посмертно в 2003 году.
Переводил на русский язык произведения Якуба Коласа, Янки Купалы, Леси Украинки, Ивана Драча, Андрея Малышко, Максима Рыльского, Владимира Сосюры, Павла Тычины.
Автор воспоминаний о М. Ф. Рыльском, П. М. Усенко, И. Л. Ле, Н. П. Бажане и других.

## Награды и премии
- Государственная премия УССР имени Т. Г. Шевченко (1980) — за участие в создании «Шевченковского словаря» в 2 томах
- орден Отечественной войны I степени (02.08.1944)
- орден Отечественной войны II степени (14.10.1944)
- медали
- Заслуженный работник культуры РСФСР (25.10.1974)[2]
- Почётная грамота Президиума Верховного Совета РСФСР (1984)[3]